# Adolphe Garrigou
Pour les articles homonymes, voir Garrigou.
Adolphe Garrigou, né le 10 janvier 1802 à Tarascon-sur-Ariège et mort le 23 août 1893 dans cette même ville, est un industriel, homme politique, journaliste et écrivain français qui s'est particulièrement illustré dans le domaine de l'archéologie.

## Biographie

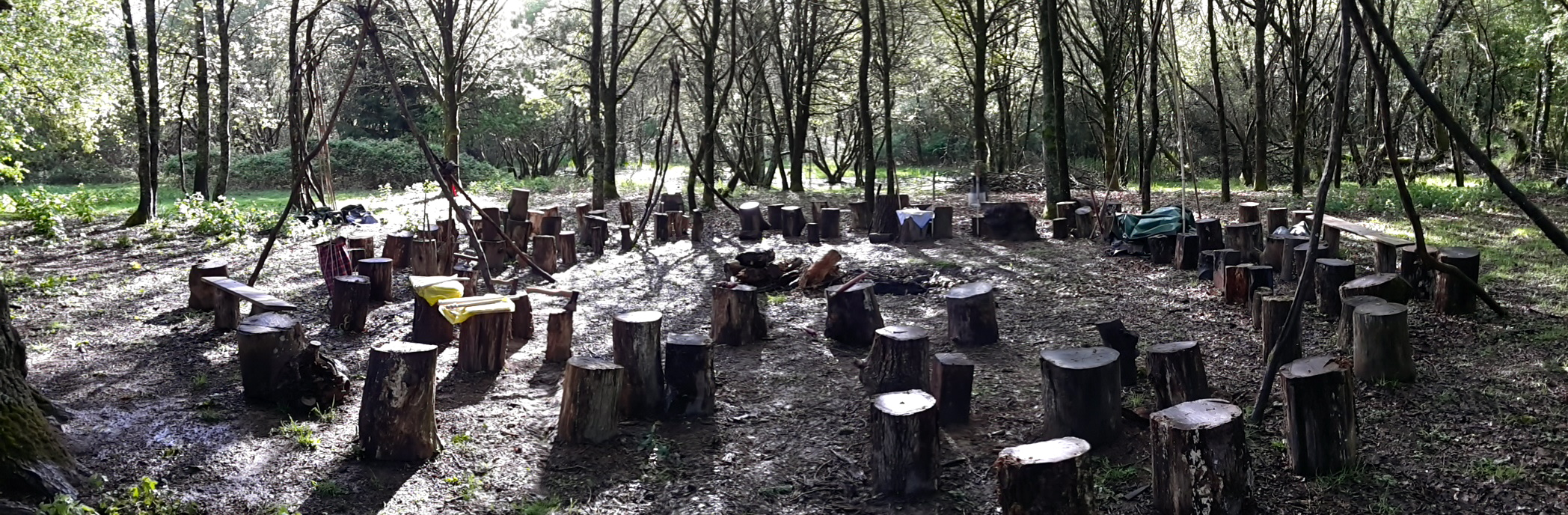
Cercle de Vente forestière

Né en 1802 à Tarascon-sur-Ariège dans une famille républicaine qui a joué un rôle lors de la Révolution de 1789, Adolphe Garrigou s'affilie vers 1819 à la société secrète des Carbonari. Intronisé en 1822 dans la grotte de Lombrives, il se trouve à la tête de la Vente Les compagnons du Sabarthez. La révolution de 1848 le promeut maire de Tarascon puis administrateur du département de l'Ariège. Fondateur à Saint-Paul-de-Jarrat des usines métallurgiques Saint-Antoine équipées de hauts-fourneaux, il dispose de moyens importants pour mener à bien ses projets.

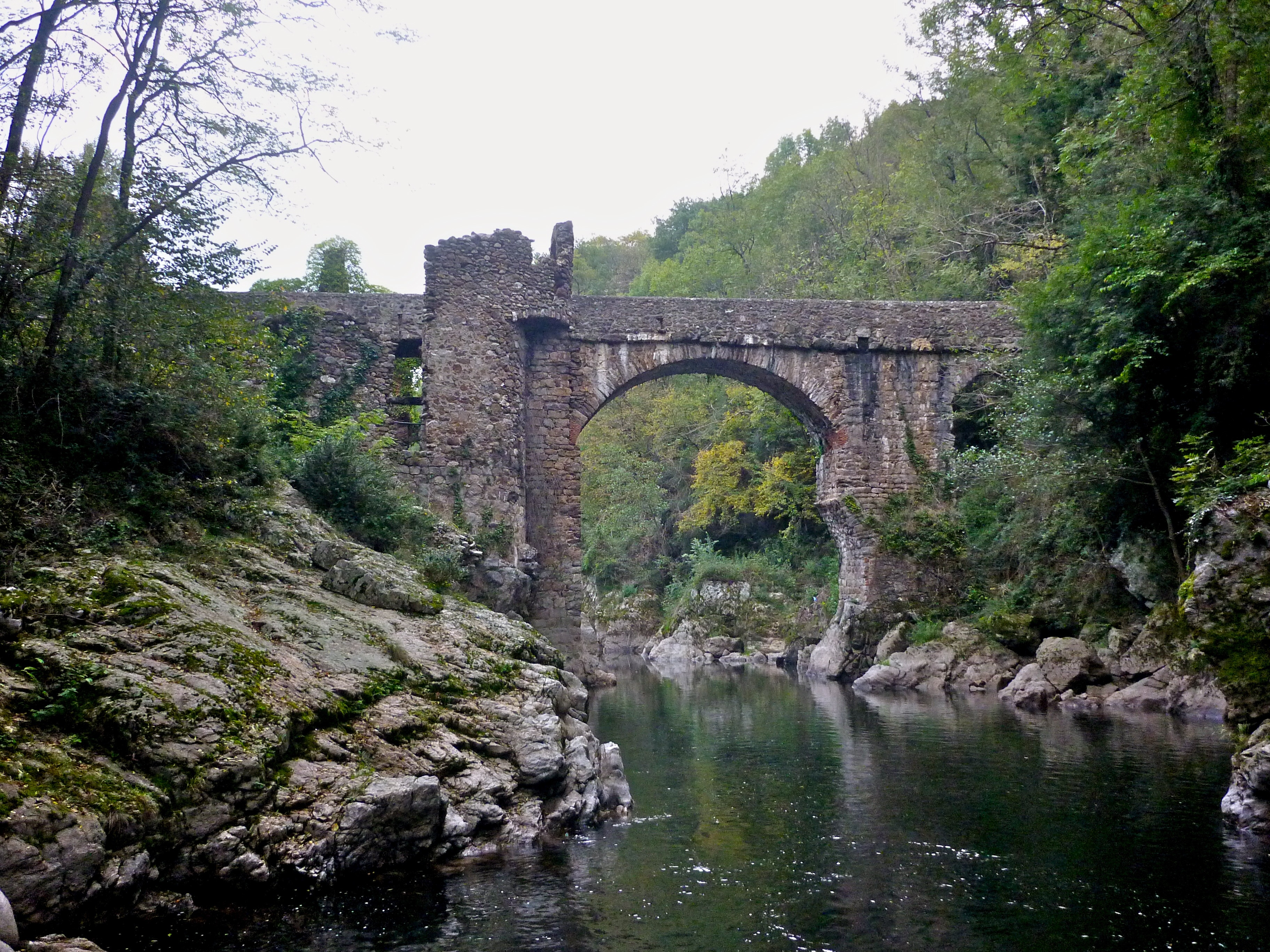
Le pont du diable

Avec son beau-frère le polytechnicien et historien Léo Lamarque (1808-1849), il est ainsi le constructeur en 1836 du « pont du Diable » à Montoulieu. Léo Lamarque, qui a travaillé avec le mathématicien Jean-Victor Poncelet, y expérimente une roue hydraulique de son invention. Adolphe Garrigou meurt en 1893. Sa bibliothèque et ses archives sont dispersées et disparaissent. Durant ses dernières années, il influence beaucoup son jeune voisin Antonin Gadal qui rédige sa biographie.
Son fils Joseph Louis Félix Garrigou, né le 16 septembre 1835 à Tarascon-sur-Ariège et mort le 18 mars 1920, médecin, préhistorien, spéléologue et hydrologue poursuit certaines de ses recherches, notamment dans la grotte de Lombrives.

## Archéologie

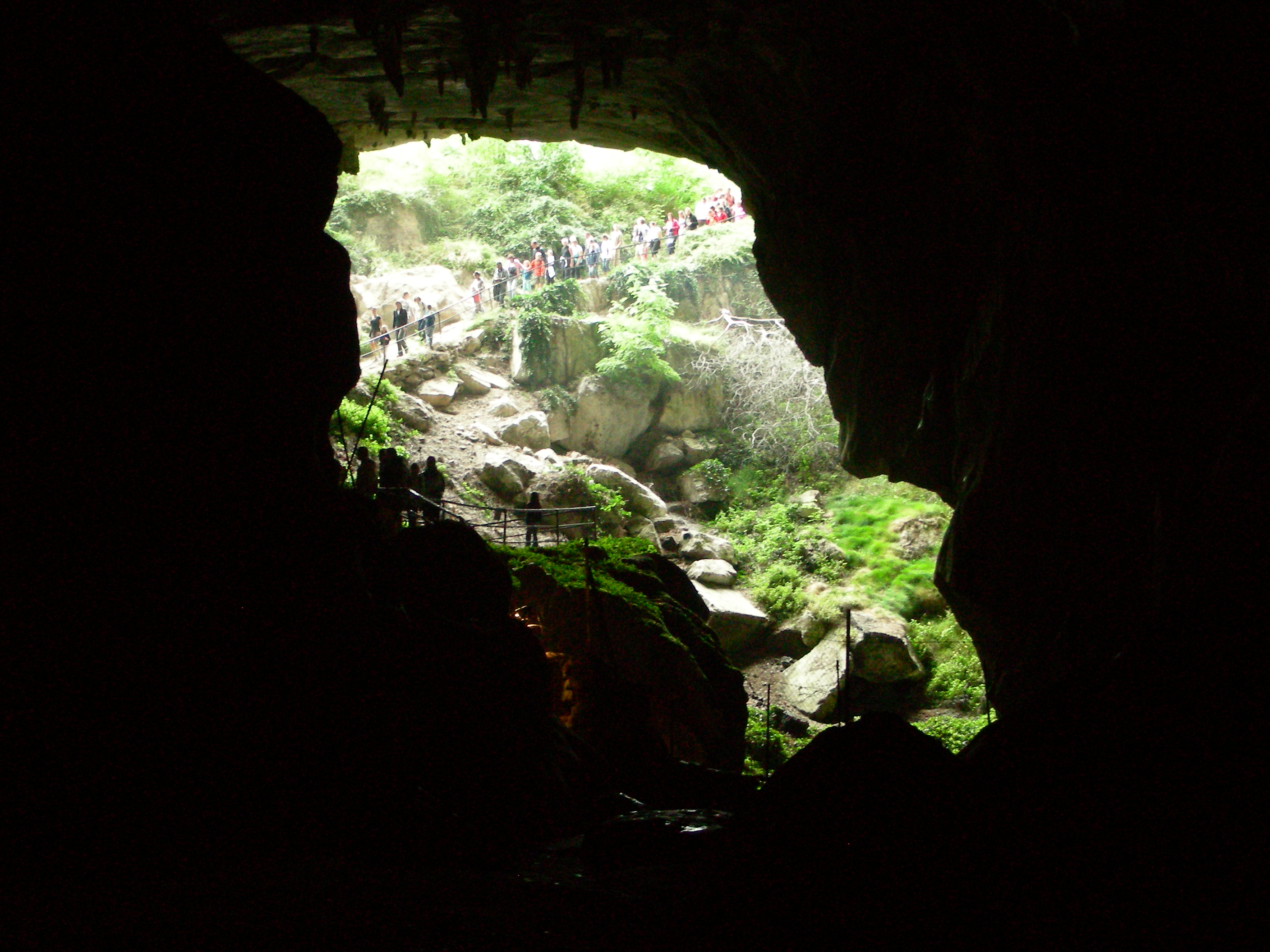
Entrée de la grotte de Lombrives

Membre correspondant de l'Académie des Sciences, il se consacre à la préhistoire et l'histoire régionales de l’Ariège notamment en rapport avec les Cathares. Avec l'archiviste départemental Jean-François Rambaud, il entreprend les fouilles de la grotte de Lombrives en 1822. Les deux hommes mettent au jour des crânes et divers ossements disposés en cercle autour d'une impressionnante concrétion stalagmitique, dite "Le Mammouth", sur un arc d'une centaine de mètres. 
Adolphe Garrigou découvre, outre une grande quantité de graffitis, une stèle discoïdale sur laquelle est gravée l'étoile à cinq branches. Adolphe Garrigou se livre ensuite à l'exploration des spoulgas d'Ussat, d'Ornolac et de Bouan. Ces recherches sur le terrain lui apportent la preuve que les montagnes du Sabarthès avaient bien servi de refuge aux Cathares. À Ussat, dans la grotte de "Bethléem", il découvre le pentagramme inscrit dans la roche. Dans la spoulga d'Ornolac, il trouve une plaque de bronze sur laquelle est sculptée en relief une colombe identique à celles trouvées plus tard à Montségur.
Adolphe Garrigou a cherché à démontrer la présence en Ariège des Sotiates, peuple aquitain mystérieux mentionné dans la Guerre des Gaules. Il sera président d’honneur de la Société ariégeoise des sciences, lettres et arts dès sa fondation en 1882.

## Publications
Adolphe Garrigou a publié une vingtaine d'ouvrages,, dont :
- Ibères, Ibérie, étude sur l'origine et les migrations de ces Ibères, premiers habitants connus de l'occident de l'Europe, in-16, XV-183 p., Foix, impr. de Vve Pomiès, 1884, réédité chez Lacour Recovia
- Études historiques sur l'ancien pays de Foix et le Couseran, première partie de la période romaine, Les Sotiates du temps de César (reproduction en fac-similé), 1 vol. de 137 p., éditions Lacour, Nîmes, 2010
- Sabar. Histoire de l'église de Sabar dans le canton de Tarascon-sur-Ariège ; Documents inédits et des plus intéressants relatifs à cette église et à tout le haut pays de Foix anciennement connu sous le nom de Sabartès, imprimerie d'Auguste de Labouisse-Rochefort, Toulouse, 1849 (lire en ligne)
- 78 ans avant l'ère chrétienne. Première campagne des Romains contre les Sotiates, Euskes ou Aquitains. In-8°, 16 p, Édition : Gadrat aîné, Foix, 1889.